# Yeray Álvarez
Yeray Álvarez López (ur. 24 stycznia 1995 w Barakaldo) – hiszpański piłkarz występujący na pozycji obrońcy w Athletic Bilbao.